# 海通
海通（学名：Clerodendrum mandarinorum）是马鞭草科大青属的植物。分布在越南以及中国大陆的广东、湖北、贵州、云南、广西、湖南、四川、江西等地，生长于海拔250米至2,200米的地区，多生在溪边、路旁或丛林中，目前尚未由人工引种栽培。

## 别名
满大青（云南植物志） 小花泡桐、牡丹树、泡桐树（云南） 白灯笼、木常山（广西） 桐木树、朴瓜树、线桐树、鞋头树（湖南） 臭梧桐（江西） 铁枪桐（贵州）